# Ellesméra
Ellesméra est la capitale du royaume des elfes, dans l'Héritage, de Christopher Paolini. Située dans le Du Weldenvarden, une immense forêt qui s'étend au nord-est de l'Alagaësia. Les elfes y vivent reclus et coupés du monde.

## Ellesméra dans le tome 1 ( Eragon )
Dans le tome 1, Eragon ne s'aventure pas dans le Du Weldenvarden, mais il en entend parler (ainsi que du royaume des elfes), et rencontre Arya, une elfe qui lui parlera longuement de son peuple. Autrement dit, dans le tome 1, Ellesméra n'a quasiment pas d'influence sur le récit.

## Ellesméra dans le tome 2 ( L'Aîné )
Dans le tome 2, Eragon fait sa "formation" de Dragonnier dans le Du Weldenvarden, près d'Ellesméra, sous les ordres de l'ancien Dragonnier Oromis. Il y passera aussi l'Agaëti Sänghren (Serment du Sang) pendant laquelle son dos arrêtera de le faire souffrir, et y vivra pendant la moitié du tome, accueilli par la reine Islazandi. Ellesméra a donc une place centrale et importante dans ce tome.

## Ellesméra dans le tome 3 ( Brisingr )
Eragon y achève sa formation de Dragonnier aprèsun voyage chez les nains. Glaedr (dragon d'Oromis) lui donne son cœur des cœurs (Eldunari) après avoir longtemps réfléchi.